# Don Cherry (ijshockeycoach)

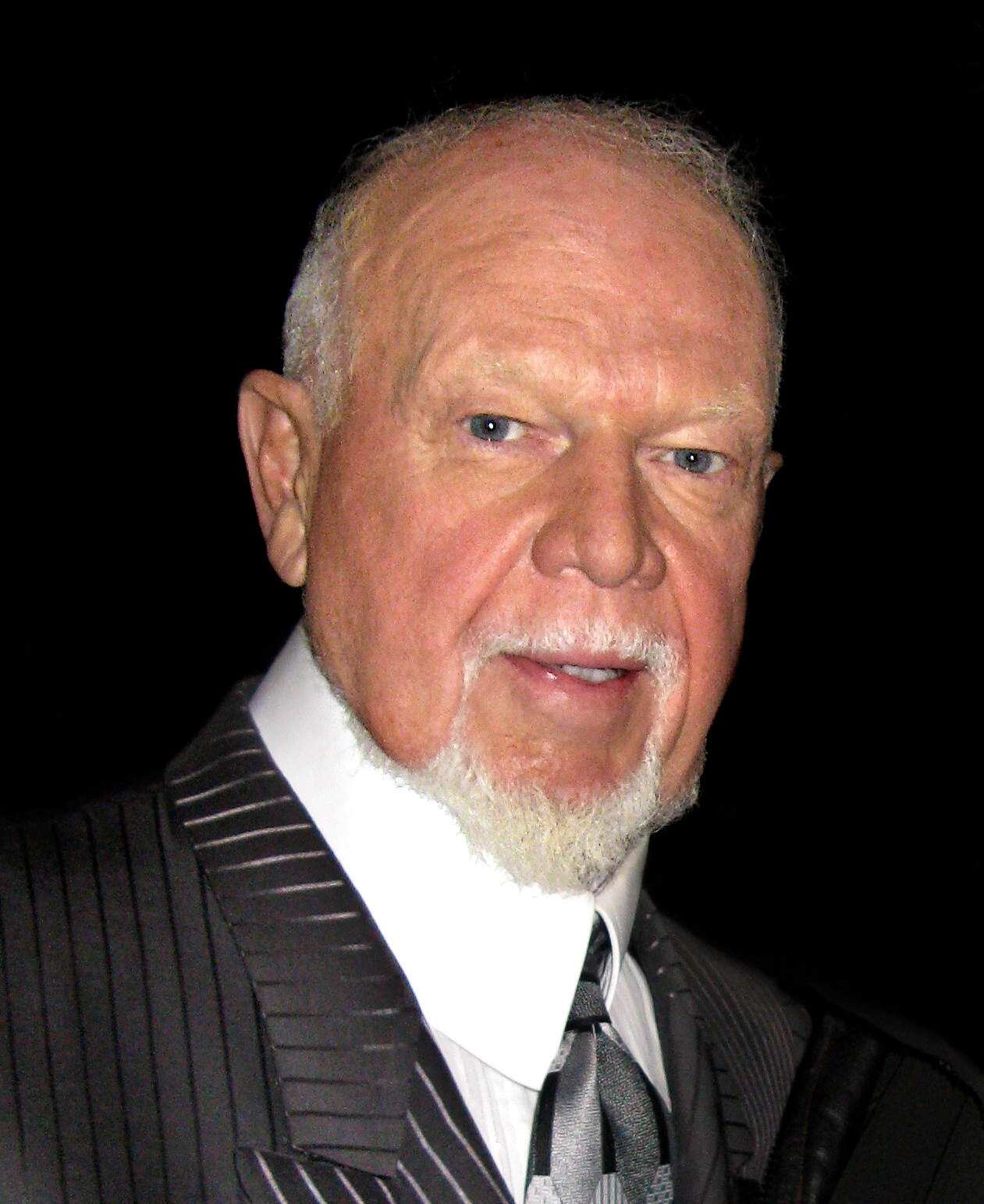
Foto uit 2010

Donald Stewart (Don) Cherry (Kingston (Ontario), 5 februari 1934) is een zeer bekende Canadese ijshockeycoach, commentator en auteur in zowel de Verenigde Staten als in Canada. Hij had een lange carrière in de American Hockey League en won verschillende prijzen als coach van het jaar. Hij is ook bekend vanwege zijn excentriciteit.
Sinds de jaren 80 is hij commentator bij Hockey Night in Canada, een van de best bekeken programma's van de Canadese publieke omroep CBC. Hij had ook enkele jaren lang een eigen talkshow.
Zelden of nooit neemt hij een blad voor de mond, vaak is hij politiek incorrect. Hij is uitgesproken conservatief in vele onderwerpen.
In 2003 deed hij een controversiële uitspraak over de invasie van Irak, waar Cherry een uitgesproken pro-Amerikaans standpunt innam en meende dat de Canadezen te weinig deden om hun 'Amerikaanse vrienden' te helpen.
Hij leende zijn stem aan een van de slechteriken in de animatiereeks Zeroman, een reeks waaraan ook Leslie Nielsen meewerkte. In 2004 eindigde hij als zevende in de strijd om de Grootste Canadees.
- International Standard Name Identifier: 0000 0000 7390 1425
- Library of Congress Control Number: no2009173544
- Nederlandse Thesaurus van Auteursnamen: 322384702
- SNAC: w65z6g20
- Virtual International Authority File: 101576034
- WorldCat: E39PBJwRVh3Y476c8CF867qWjC